# Мур, Элайджа
Элайджа Ди Мур (англ. Elijah D. Moore; 27 марта 2000, Форт-Лодердейл, Флорида) — профессиональный американский футболист, уайд ресивер клуба НФЛ «Нью-Йорк Джетс». На студенческом уровне выступал за команду Миссисипского университета. На драфте НФЛ 2021 года был выбран во втором раунде.

## Биография
Элайджа Мур родился 27 марта 2000 года в Форт-Лодердейле во Флориде. Окончил старшую школу святого Фомы Аквинского. В 2018 году принимал участие в матче всех звёзд школьного футбола. После выпуска входил в число пятидесяти лучших молодых игроков штата по версиям ESPN, Rivals и 247Sports.

### Любительская карьера
В 2018 году Мур поступил в Миссисипский университет. В дебютном сезоне он сыграл за его команду в двенадцати матчах, четыре из них начал в стартовом составе. В 2019 году он стал одним из основных принимающих. В двенадцати матчах Мур сделал 67 приёмов на 850 ярдов и занёс шесть тачдаунов, став лучшим в команде по этим показателям.
В сезоне 2020 года Мур сыграл восемь матчей и установил рекорд университета, сделав 86 приёмов на 1196 ярдов. В трёх матчах он набирал не менее 200 ярдов, став первым в истории колледжа игроком, добившемся такого результата. Карьеру он завершил досрочно, объявив о начале подготовки к драфту НФЛ. Несмотря на это, Мур вошёл в число финалистов награды Фреда Билетникоффа лучшему ресиверу студенческого футбола и был включён в состав сборной звёзд сезона по всем основным версиям.

#### Статистика выступлений в NCAA
| Сезон | Команда        | Игры | Приём | Приём | Приём | Приём | Вынос | Вынос | Вынос | Вынос |
| Сезон | Команда        | Игры | Rec   | Yds   | Y/A   | TD    | Att   | Yds   | Y/A   | TD    |
| ----- | -------------- | ---- | ----- | ----- | ----- | ----- | ----- | ----- | ----- | ----- |
| 2018  | Ол Мисс Ребелс | 12   | 36    | 398   | 11,1  | 2     | 3     | 8     | 2,7   | 0     |
| 2019  | Ол Мисс Ребелс | 12   | 67    | 850   | 12,7  | 6     | 4     | -1    | -0,3  | 0     |
| 2020  | Ол Мисс Ребелс | 8    | 86    | 1193  | 13,9  | 8     | 14    | 64    | 4,6   | 0     |
| Всего | Всего          | 32   | 189   | 2441  | 12,9  | 16    | 21    | 71    | 3,4   | 0     |

### Профессиональная карьера
Перед драфтом НФЛ 2021 года аналитик сайта Bleacher Report Нейт Тайс среди плюсов игрока отмечал его высокую результативность в последнем сезоне в колледже, умение работать на маршрутах, технику приёма мяча, хорошую координацию, умение вести силовую борьбу и психологическую устойчивость. К недостаткам Мура относили недостаток габаритов, нестабильность в игре против пресс-прикрытия, отсутствие хорошего ускорения. Тайс прогнозировал ему выбор во втором раунде драфта и возможность начала карьеры вторым принимающим или слот-ресивером.
На драфте Мур был выбран «Нью-Йорк Джетс» во втором раунде под общим 34 номером. В июле 2021 года он подписал с клубом четырёхлетний контракт на общую сумму 8,9 млн долларов. После завершения предсезонных сборов он выглядел лучшим игроком нападения команды, но в течение первых семи недель Мур набрал на приёме всего 79 ярдов. Во второй половине регулярного чемпионата его результативность начала расти. В течение следующих пяти недель он входил в десятку лидеров лиги по количеству приёмов, набранных ярдов и тачдаунов. Сильной стороной принимающего по ходу сезона стала его работа на маршрутах. По данным сервиса Next Gen Stats средний отрыв Мура от защитника составлял 4,1 ярда, тогда как аналогичный показатель по лиге был равен всего 2,9 ярдам. В матче тринадцатой недели он получил травму четырёхглавой мышцы бедра и досрочно завершил сезон.

#### Статистика выступлений в НФЛ

##### Регулярный чемпионат
| Сезон | Команда        | Игры | Приём | Приём | Приём | Приём | Вынос | Вынос | Вынос | Вынос |
| Сезон | Команда        | Игры | Rec   | Yds   | Y/A   | TD    | Att   | Yds   | Y/A   | TD    |
| ----- | -------------- | ---- | ----- | ----- | ----- | ----- | ----- | ----- | ----- | ----- |
| 2021  | Нью-Йорк Джетс | 11   | 43    | 538   | 12,5  | 5     | 5     | 54    | 10,8  | 1     |
| Всего | Всего          | 11   | 43    | 538   | 12,5  | 5     | 5     | 54    | 10,8  | 1     |